# 김시출
김시출(金時出, 1969년 1월 7일 ~ )은 대한민국의 기업인이다. (주)MJ플렉스 대표이사 겸 수석취업컨설턴트로 재직 중이다. 매스컴업계 취업 전문가, 작가로 활동하고 있다.

## 학력
- 성균관대학교 대학원 신문방송학과 박사과정 수료
- 연세대학교 언론홍보대학원 최고위과정 수료
- 연세대 언론홍보대학원 방송영상 석사 졸업
- 연세대학교 생명시스템대학 생명공학과 졸업

## 경력
- (주)MJ플렉스 대표이사
- 사단법인 경제공동체 위코노믹스 회장
- 한국HR서비스산업협회 부회장
- 한국인터넷융합학회 이사
- 클린콘텐츠국민운동본부 클린미디어인재위원회 위원장
- 연세대 총동문회 제 29대 상임이사
- 연세대학교 언론홍보대학원 총동창회 부회장
- 중소기업융합서울연합회 홍보교육분과 16대 위원장
- 용인예술과학대학교(舊용인송담대)  방송영화제작예술과 겸임교수
- 가천대학교(舊경원대) 신문방송학과 겸임교수
- 서울특별시 여성취업지원협의체 위원
- 한림성심대학 일자리창출위원회 위원
- 연세대학교 언론홍보대학원 최고위과정 26기 간사
- 연세대학교 언론홍보대학원 최고위과정 26기 수료
- 연세대학교 언론홍보대학원 총동창회 9기 사무국장
- 국제문화정보기술학회 정회원
- 월간 리크루트디자인네트 칼럼니스트
- 상명대학교 강사
- 호서대학교 벤처대학원 CPQ센터 운영위원
- 제2대 인터넷전문취업연합회 회장
- 한국인터넷기업협회 부회장
- 동아텔레비전 PD

## 역임
- 가천대(舊경원대) 신문방송학과 겸임교수[4]
- 용인예술과학대학교(舊용인송담대)  방송영상학부 외래교수
- 케이블TV 취업창업 방송프로그램 강사/면접관
- 인터넷전문취업연합회(인취련) 2대 회장
- 사배사모(SBSM) 3대 회장
- (사)한국인터넷기업협회 부회장
- 한국소호수상자협의회 부회장
- 중소기업융합서울연합회 홍보교육부위원장
- 삼성 CEO 아카데미 사무총장
- 서울디지털융합모임 사무국장
- 연세대학교 언론홍보대학원 최고위과정 간사
- 한국소호진흥협회 서울지부 정책기획국장
- 정인포럼 사무국장
- 월간 리크루트/디자인네트 고정 컬럼니스트
- 국제문화정보기술학회 정회원
- 수성대학교 교육과정개발위원
- 서울시 여성취업지원협의체 위원
- 한림성심대학교 취업자문위원
- 호서대 벤처대학원 CPQ센터 운영위원
- 지상파DMB 라디오 고정 패널
- 한경리크루트 취업 고정 컬럼니스트[5]
- 중소기업융합서울연합회 홍보교육부위원장
- 前)경원대 신문방송학과 겸임교수[4]
- 한경리크루트 취업 고정 컬럼니스트[5]
- 용인예술과학대학교 방송영화제작예술과 겸임교수
- 동아방송예술대학교 진로교과목 겸임교수

## 주요 저서
- 번역 <AI가 신이 되는 날> / 광문각 Bookstar[6]
- <매스컴 취업! 이렇게 하라> / 박문각[7]
- <POWER 매스컴 취업특강> / 박문각[8]
- 미디어잡 CEO가 말하는 매스컴의 세계
- <언론방송인으로 성공하기> / 박문각[9]

## 수상 내역
- [한국HR서비스산업협회] 2023 한국HR서비스산업대상 산업선도 부문 수상 (2023년 2월)
- [아웃소싱타임스] 대한민국 100대 아웃소싱기업 (2022년 4월)
- [중기중앙회] 주최 "2020 서울중소기업인대회" 중기인서비스 부문 중소벤처기업부 장관상, 중소기업중앙회 회장상 수상 (2020년 10월)
- [대한민국베스트브랜드협회] 주최 "2020 대한민국 브랜드 대상" 미디어 취업정보 제공 부문 수상 (2020년 6월)
- [아웃소싱타임스] 주최 “2020 아웃소싱리딩컴퍼니"  근로자파견부문 수상 (2020년 3월)
- [자랑스런한국인인물대상 조직위원회] 주최 "2019 자란스런한국인인물대상" 기업발전공헌 부문 수상 (2019년 11월)
- [1897강남와인스쿨] 1879 CEO 와인 최고위 과정 우수상 수상 (2019년 11월)
- [아웃소싱타임스] 주최 “2019 대한민국 100대 아웃소싱 기업” 선정 (2019년 6월)
- [한류문화발전협의회] 주최 "2018 대한민국 한류문화대상" 한류문화공헌부문 대상 수상
- [중소기업진흥공단] MJ피플 "벤처인증기업'
- [글로벌브랜드대상] MJ피플 "글로벌브랜드대상' 채용대행부문 대상 수상
- [아웃소싱타임스] 주최 "2018 대한민국 100대 아웃소싱 기업" 선정
- [서울중소기업인대회] '2017 중기인 서비스부문 중소기업중앙회장 표창' 수상[10][11][12][13]
- [행복한 중기경영대상] '제4회 행복한 중기경영대상 특별상' 수상[14]
- [대한민국 아웃소싱 서비스 고객만족대상] 근로자파견부문 대상 수상 (2017년 9월)
- [대한민국파워리더대상조직위원회] “글로벌평화공헌·대한민국파워리더대상“ 사회발전부문 일자리발전공헌대상 (2017년 6월)
- [대한민국베스트브랜드대상조직위원회] '2016 대한민국 베스트 브랜드 대상 - 미디어취업부문' 수상 (2016년 12월)
- [중소기업청] 주최 중소기업융합대전 기술융합․사업화 부문 중소기업청장 표창 (2016년 10월)
- [한국교육신문연합회] 주최 “2016 대한민국인성교육대상” 사회교육부분 수상 (2016년 7월)
- [연세대학교 생명공학과 동문회] '닮고 싶은 동문상' 수상! (2016년 5월)
- [아웃소싱타임스] 주최 “2016 대한민국 100대 아웃소싱 기업” 선정(2016년 4월)
- [국제언론인클럽/㈔GK희망공동체/시사일보] 주최 “2015 제 5회 Global 기부문화공헌대상” 수상(2015년 7월)
- [아웃소싱타임스] 주최 “2015 아웃소싱리딩컴퍼니” 인재파견부문 수상(2015년 1월)
- [아웃소싱타임스] 주최 “2014 아웃소싱서비스 고객만족대상 수상 – HR컨설팅 부문(2014년 9월)
- [국민성공시대] 주최 “2014 대한민국 신창조인대상” 일자리창출부문 수상(2014년 9월)
- [아웃소싱타임스] 주최 “2014 대한민국 100대 아웃소싱 기업” 선정(2014년 4월)
- [MAESTRI7] SAMSUNG CEO ACADEMY 감사패 수상
- [한국언론사협회] '2014 대한민국 국민브랜드대상' 수상[15]
- [노동부/한국고용정보원] '고용서비스 우수기관' 선정[16]
- [한국경제매거진] 제4회 'e-Biz 브랜드 혁신 대상' 수상
- [스포츠서울] '히트브랜드대상(미디어잡)' 수상[17]
- [인터넷전문취업연합회] 감사패 수상
- [일간스포츠IS라이프] '2005 중소기업 경영대상' 수상
- [헤럴드경제] '2005 대한민국 전문경영인상' 수상
- [스포츠서울21] '제1회 대한민국 인재경영인 대상' 수상
- [서울경제] 'VISION 2004 경영혁신기업상' 수상
- [(주)다음커뮤니케이션] 제휴기념패 수상
- [굿데이] '2003 파워브랜드 대상' 수상[18]
- [뉴스메이커] 2014 대한민국을 이끌 혁신리더 - HR 아웃소싱 부문 수상[19]

## 같이 보기
- MJ플렉스
- 미디어잡
- 디자이너잡
- 한국방송협회
- 한국신문협회
- 한국전자출판협회
- 한국언론진흥재단
- KBS방송아카데미